# ستيفن هاليداي
ستيفن هاليداي (بالإنجليزية: Stephen Halliday)‏ (3 مايو 1976 بسندرلاند في المملكة المتحدة - ) هو لاعب كرة قدم بريطاني في مركز الهجوم. لعب مع نادي دونكاستر روفرز ونادي كارلايل يونايتد ونادي ماذرويل ونادي هارتلبول يونايتد ودورهام سيتي ‏.

## وصلات خارجية
- ستيفن هاليداي على موقع قاعدة بيانات كرة القدم.إي يو (الإنجليزية)
- ستيفن هاليداي على موقع Soccerbase.com (لاعب) (الإنجليزية)